# Бовилије (Јон)
Бовилије (фр. Beauvilliers) насеље је и општина у источном делу централне Француске у региону Бургоња, у департману Јон која припада префектури Авалон.
По подацима из 2011. године у општини је живело 97 становника, а густина насељености је износила 15,62 становника/km². Општина се простире на површини од 6,21 km². Налази се на средњој надморској висини од 190 метара (максималној 417 m, а минималној 310 m).

## Демографија
| 1962. | 1968. | 1975. | 1982. | 1990. | 1999. | 2011. |
| ----- | ----- | ----- | ----- | ----- | ----- | ----- |
| 113   | 120   | 88    | 74    | 90    | 88    | 97    |

График промене броја становника у току последњих година